# CloudApp
CloudApp es una empresa estadounidense con sede en San Francisco, California. Se especializa en ofrecer aplicaciones de captura de pantalla y vídeo basadas en nube (cloud). Es muy utilizada juntamente con otros servicios digitales basados en nube como son Box, Dropbox, Evernote, OneDrive, Samepage, Yext, y SugarSync.

## Historia
Tyler Koblasa y Scott Smith, fundaron CloudApp en el año 2016, estableciendo su oficina central en San Francisco. Más adelante CloudApp continuó expandiéndose a nivel mundial, proporcionando servicios digitales en todo el mundo.
A partir de 2017 hubo 65000 usuarios al mes. Los números han ido aumentando continuamente desde entonces.

## Funciones
CloudApp es una aplicación freemium que permite compartir archivos en nube y también es una herramienta de grabación de pantalla Con CloudApp, la grabadora de pantalla y la cámara web pueden utilizarse a la vez. Los ficheros se pueden copiar y pegar a Slack. CloudApp también permite anotar y comentar las imágenes. Es compatible con Mac, iOS, Windows, Chrome, Linux, y con dispositivos móviles. Sus funciones incluyen: grabación de pantalla, captura de pantalla, una herramienta de recortes, creación de GIF, y personalización del correo electrónico.

### Integraciones
CloudApp se integra con plataformas y servicios externos, especialmente con Google Docs, Slack, GitHub, Wordpress, y Zendesk, además de muchas otras plataformas.

## Financiación
CloudApp recibió financiación entre 2016 y 2017. CloudApp está financiado por 15 inversores. Cervin Ventures y Adobe Fund for Design son los que han asignado fondos más recientemente.

## Recepción
Desde 2019, 3 millones de personas han probado o utilizan activamente Cloud App. Más de 1000 empresas utilizan CloudApp, de las cuales un 53% son empresas de Fortune 500. CloudApp es uno de los 500 principales productos de software de colaboración..